# 니콜라이 보르솁스키
니콜라이 콘스탄티노비치 보르솁스키(러시아어: Никола́й Константи́нович Борще́вский, 1965년 1월 12일~)는 러시아의 아이스하키 선수, 지도자로 현역 시절 포지션은 라이트윙이다. 소련 아이스하키 선수권 대회의 디나모 민스크, 디나모 모스크바, 스파르타크 모스크바에서 활동했다. 소련이 해체되자 북아메리카로 건너가 내셔널 하키 리그(NHL)의 토론토 메이플리프스, 캘거리 플레임스, 댈러스 스타스 소속으로 활약했다. 
국제 대회에 러시아 국가대표팀의 일원으로 참가했으며, 1992년 동계 올림픽에서 독립국가연합의 일원으로 금메달을 획득했다. 은퇴 후에는 지도자로 활동했으며, 콘테넨탈 하키 리그(KHL)의 로코모티프 야로슬라블, 아틀란트 미티시, 아무르 하바롭스크의 감독을 맡았다.